# Szczytowce
Szczytowce – wieś na Ukrainie w rejonie czortkowskim należącym do obwodu tarnopolskiego. 
W II Rzeczypospolitej w powiecie zaleszczyckim w województwie tarnopolskim. W latach 1943–1945 nacjonaliści ukraińscy z OUN-UPA zamordowali tutaj 31 Polaków.